# Moratalaz
Moratalaz és un districte al sud-est de la ciutat de Madrid. Té una població de 104.923 persones i una superfície 6,34 km², la qual cosa li dona una densitat de població de 16.549 hab./km². El seu regidor de districte per al període 2015-2019 és Pablo Carmona (Ara Madrid).

## Geografia

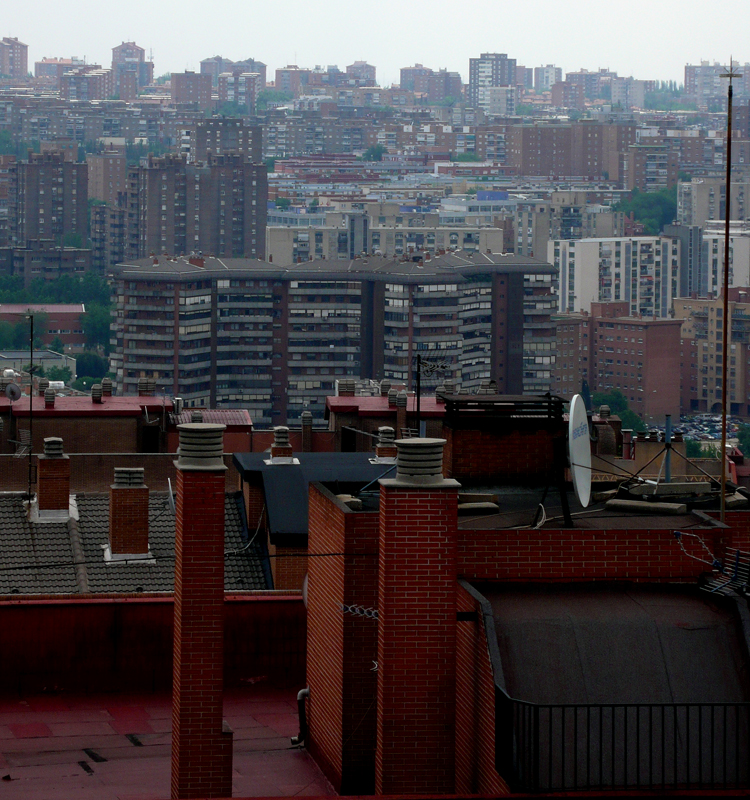
Vista de Moratalaz des del districte de Retiro.

Està localitzat a l'est del municipi de Madrid, i té una superfície de 634,42 ha, de les quals 131,92 (un 20,79%) corresponen a zones verdes. Està delimitat per quatre autopistes: M-30 cap a l'oest; M-40 cap a l'est; A-3 cap al sud i la M-23 (eix O'Donnell) cap al nord.
Per la seva banda Moratalaz limita amb els districtes de:
- Vicálvaro, a l'est, separats per la M-40.
- Puente de Vallecas, al sud, separats per la A-3.
- Retiro, a l'oest, separats per la M-30
- Ciudad Lineal, al nord (barri de La Elipa), separats per la M-23.[2]

Moratalaz es divideix en set barris:
- Fontarrón (145)
- Horcajo (142)
- Marroquina (143)
- Media Legua (144)
- Pavones (141)
- Vinateros (146)

### Demografia
La població en el cens de 2007 fou de 104.923 persones. Als censos anteriors les xifres foren de 106.344 (2006) i 106.858 (2005).
Dels 104.923 habitants, 49.441 eren homes i 55.482 dones, distribuïts per edats de la següent forma:
| Edat | 0 a 4   | 5 a 9   | 10 a 14 | 15 a 19 | 20 a 24 | 25 a 29 |
| ---- | ------- | ------- | ------- | ------- | ------- | ------- |
| Pob. | 4.676   | 4.566   | 4.691   | 4.772   | 5.895   | 7.511   |
| Edat | 30 a 34 | 35 a 39 | 40 a 44 | 45 a 49 | 50 a 54 | 55 a 59 |
| Pob. | 8.455   | 8.963   | 8.702   | 7.396   | 5.664   | 5.373   |
| Edat | 60 a 64 | 65 a 69 | 70 a 74 | 75 a 79 | 80 a 84 | 85+     |
| Pob. | 5.956   | 6.000   | 6.653   | 4.883   | 2.766   | 2.000   |

Segons el seu naixement 12.603 eren immigrants estrangers, la qual cosa suposa un 12,01% del total (Cens 2007), enfront del 9,35% de l'any anterior. Dels 92.320 espanyols restants la procedència principal va ser de la pròpia Comunitat de Madrid, amb 60.413 persones, dels quals 58.781 van néixer a la ciutat de Madrid i 1.632 en la resta de la província. Fora de la Comunitat les principals procedències van ser: 9.222 de Castella i Lleó, 8.359 de Castella-la Manxa, 4.902 d'Andalusia, 3.592 d'Extremadura i 1.160 de Galícia.
La renda per capita anual del va ser d'11.723 € en 2000, la qual cosa va suposar un increment pel que fa als anys anteriors (10.885 en 1999 i 10.237 en 1998). Està per sota de la renda per capita intervé de la ciutat de Madrid, sent un 91,81% en 2000 (91,31% en 1999 i 90,97% en 2000). Pel que fa als districtes veïns, la seva renda és inferior a la de Ciudad lineal (102,52%) i Retiro (131,83%) i superior a la de Puente de Vallecas (64,25%) i Vicálvaro (72,23%), en un punt intermedi entre els districtes de major renda (nord-oest) i els de menor (sud-est de la ciutat).

## Història

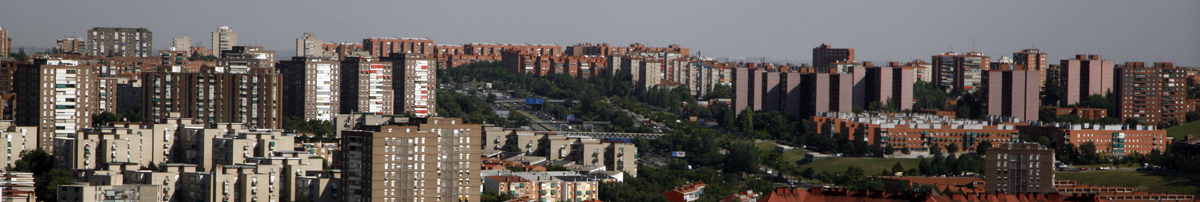
Moratalaz, l'Autovía del Este i el districte de Vallecas

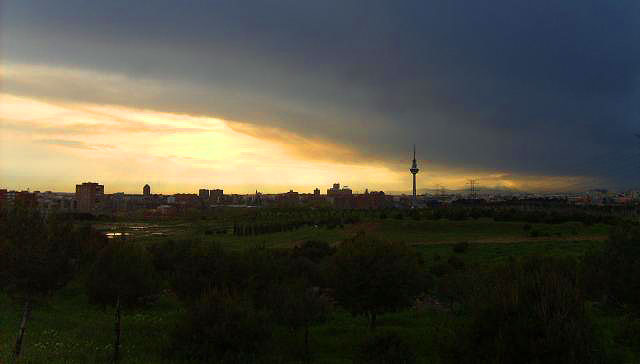
Panoràmica de Madrid des del parc lineal de la Cuña Verde al nord de Moratalaz; vista cap a l'oest, al centre de la ciutat. El districte de Moratalaz està limitat en els seus quatre vèrtexs per vies ràpides. Als seus marges s'han creat parcs lineals, com aquest del Cuña Cerde, per preservar als habitatges del soroll produït.

Va sorgir com a barri dormitori de Madrid durant els anys seixanta del segle xx. Famosos habitants del barri han estat Elvira Lindo, Melendi, Alejandro Sanz, el bateria de Dover, Sancho Gracia, Jesús Guzman, i Ricardo Merino. Durant segles, i fins a 1959, va ser una zona amb petites cases de camp i ramats d'ovelles. Una carretera estreta unia el Pont de Vallecas amb el cementiri de l'Almudena. Aquesta carretera anava des de Peñaprieta, per la Colònia Ferroviària, per la qual cosa són avui els carrers Corregidor Diego de Valderrábano i Félix Rodríguez de la Fuente, fins al cementiri. Un autobús recorria diàriament aquesta carretera. A mig camí, hi havia el Barri de Moratalaz Viejo o Barri de las Latas, una aglomeració de 40-50 habitatges de planta baixa, humils, amb una petita escola, un comerç, un bar, i una ermita. Aquest barri tenia un sol carrer sense asfaltar.
Va créixer en els anys 1960 a partir de la Colònia del Ferrocarril, en un baixador de l'antiga línia Vicálvaro-Madrid, pertanyent a l'anomenat tren d'Arganda. La carretera que partia del sud-est de la capital va donar lloc al Camino de Vinateros, una de les avingudes principals del districte (tràfec de productes no industrials amb La Manxa). L'alt de propietat militar on existia un camp de tir va donar pas a l'actual carrer del Pico de los Artilleros i l'estació de metro d'igual nom.
El seu extraordinari desenvolupament en els anys setanta gràcies als programes del Ministeri d'Habitatge (encara hi ha plaques d'aquesta entitat, amb les fletxes i el jou) i la constructora Urbis es basava en la idea -nova en l'època- de separar els vials per a automòbils, on hi havia els portals de les blocs de cases, dels passejos. La idea no va funcionar llavors i és ara quan els seus habitants més gaudeixen de les zones allunyades del tràfic.
Des de 1971, se li va annexar l'actual districte de Vicálvaro. donant lloc al districte de Moratalaz - Vicálvaro; unió que s'escindí en la reestructuració de 1987, donant lloc des d'aleshores als barris amb aquests noms.

## Transport
El districte està travessat per la  del Metro de Madrid que passa dessota el Camino de Vinateros, Pico de Artilleros i Hacienda de Pavones amb leds quatre estacions d'Estrella, Vinateros, Artilleros i Pavones.